# Piotr Kubas
Piotr Kubas (ur. 21 czerwca 1906 w Węgierce, zm. 28 grudnia 1978 w Krakowie) – polski lutnik.

## Życiorys
Był synem rolnika Jana i oraz Magdaleny z domu Proń. Swoją naukę lutnictwa rozpoczął w krakowskiej pracowni Józefa Zająca w 1921. Kontynuował ją od 1923 do 1924 u Gustawa Häusslera, a od 1924 był pracownikiem u Józefa Zająca. W 1930 uzyskał patent mistrzowski. Od 1929 do 1970 prowadził własny zakład korekty i konserwacji instrumentów w Krakowie na ul. Poselskiej 13 (wcześniej przy ul. Św. Tomasza 30). Pierwszy własny instrument zbudował w 1935. Od 1950 był konserwatorem instrumentów w Filharmonii Krakowskiej.
Stworzył ogółem 45 skrzypiec i altówek. Ukształtował w tym zakresie własne modele. Początkowo były one inspirowane szkołą wiedeńską, a później zyskały cechy stylu francuskiego. Przykładał dużą wagę do wykonania detali. Na III Międzynarodowym Konkursie Lutniczym im. Henryka Wieniawskiego w Poznaniu (1967) zdobył III nagrodę (od 1957 był przez wiele lat członkiem jury tego konkursu). W 1975 otrzymał Nagrodę Ministra Kultury i Sztuki za działalność twórczą w dziedzinie lutnictwa. Był jednym z członków założycieli Związku Polskich Artystów Lutników i zasiadał we władzach tej organizacji.

## Odznaczenia
Otrzymał następujące odznaczenia:
- Medal 10-lecia PRL (1955),
- Złoty Krzyż Zasługi (1956),
- Krzyż Kawalerski Orderu Odrodzenia Polski (1964),
- Złota Odznaka Zasługi dla Rzemiosła (1967)[2].